# پایان خوش (فیلم ۲۰۰۵)
پایان خوش (به انگلیسی: Happy Endings) فیلمی محصول سال ۲۰۰۵ و به کارگردانی دان روس است. در این فیلم بازیگرانی همچون تام آرنولد، جس بردفورد، بابی کاناوله، استیو کوگان، لورا درن، مگی جیلنهال، لیسا کودرو، جیسون ریتر، دیوید ساتکلیف، سارا کلارک، هالی هرش و جانی گالکی ایفای نقش کرده‌اند.